# Antun Travirka
Antun Travirka (Čepin, 22. veljače 1945. – Zadar, 19. siječnja 2016.), hrvatski likovni kritičar i povjesničar umjetnosti, dugogodišnji profesor Odjela za povijest umjetnosti Sveučilišta u Zadru. Ostavio veliki trag u umjetničkom životu Zadra, u svom radu sa studentima, i kao voditelj Galerije umjetnina. Triennale "Čovjek i more" organizirao punih 26 godina.

## Životopis
Rođen je u Čepinu. u Čepinu kod Osijeka. Od 1975. do 1995. bio voditeljem Galerije umjetnina u Zadru. Inicirao i organizirao šest Triennala slikarstva "Plavi salon", pet Međunarodnih triennala fotografije "Čovjek i more", te mnoge ine izložbene projekte u Hrvatskoj i inozemstvu. Travirkin rad locirao je Zadar visoko u izložbenom svijetu. Od 1980. do 1995. bio je i vanjskim suradnikom u zvanju predavača na Odjelu za povijest umjetnosti zadarskog sveučilišta. Od 1995. godine redoviti djelatnik u zvanju višeg predavača. Predavao više kolegija iz svjetske i nacionalne umjetnosti 19. i 20. stoljeća te Osnove likovnih umjetnosti, Osnove povijesti umjetnosti, Muzeologiju i Hrvatske muzeje i zbirke, kao i više izbornih predmeta. Doktorirao na zadarskom sveučilištu 21. srpnja 2005. disertacijom 'Likovna kultura u Zadru tijekom druge austrijske vlasti 1813. – 1918., pred komisijom čiji su članovi bili Tonko Maroević, Vinko Srhoj i Radoslav Tomić. Umirovio se 2010. godine.

## Djela
Travirkina su djela brojne izložbe, fotomonografije, a ističe se kulturno-povijesni vodič "Zadar: povijest, kultura, umjetnička baština". U vodiču je posebice opisao zadarske crkve i samostane, gradske palače i bedeme, ulice i trgove, muzeje te ine ustanove znanosti i kulture.